# توماس بوخ
توماس بوخ (بالإسبانية: Tomás Buch)‏ هو فيزيائي أرجنتيني، ولد في 7 يوليو 1931، وتوفي في 5 مارس 2017.